# Хитлум
Хитлум (синд. Hithlum; кв. Hísilómë, Hísilumbë, в переводе — «туманный край»), от синдаринского hith «туман» и lum «тень» — в легендариуме Дж. Р. Р. Толкина регион в Средиземье. Был расположен к северо-западу от Белерианда (не считался его частью), к северу от Невраста и к западу от равнины Ард Гален (Анфауглит). Условно делится на Митрим — окрестности озера Митрим — северные и центральные территории и Дор-ломин — юго-западную часть. Горы Эред Ломин на западе и Эред Ветрин на юге и востоке отделяют Хитлум от коренного Белерианда и Ламмота.
В горах Эред Ветрин берут начало реки Тейглин, Сирион и Нарог.
Хитлум был холодным и дождливым, но достаточно плодородным. Нолдор высадились в находящемся в Хитлуме фьорде Дренгист и разбили свой первый лагерь на берегах озера Митрим.
Позже в течение Первой Эпохи Хитлум подвергался постоянным атакам Моргота и был окончательно завоеван им после Нирнаэт Арноэдиад. Люди Дома Хадора были рассеяны, убиты или порабощены, не успевшие спастись бегством нолдор были обращены в рабов и работали в шахтах Моргота, а в Хитлуме Моргот поселил истерлингов.
Хитлум был полностью разрушен в ходе Войны Гнева.

## Население
До Исхода Нолдор население состояло из небольшого количества синдар. Во время Исхода в Хитлум пришёл народ Финголфина, который став, после гибели старшего брата, Верховным королём нолдор Средиземья, сделал Хитлум своим доменом. Дор-ломин был назначен доменом Фингона, старшего сына Финголфина. Таком образом, до прихода людей Хитлум населяли в основном нолдор Дома Финголфина и небольшое количество синдар, державших руку Второго Дома.
Нолдор Хитлума, преодолевшие тяготы перехода через льды, по праву считались самыми стойкими воинами Белерианда, так как первыми принимали на себя удары армий Моргота:

…однако народ их был самым стойким и доблестным, его более всех боялись орки и ненавидел Моргот.— Толкин Дж. Р. Р. Сильмариллион. Глава 14 «О Белерианде и владениях в нём»
После прихода людей на Запад на службу к Финголфину поступил глава эдайн из рода Мараха — Хадор Златовласый (его имя стало эпонимом для племени хадорингов), который получил в ленное владение землю в Дор-ломине. Таким образом, Хитлум стал родиной для древних героев-эдайн — Хурина, Хуора, Турина Турамбара и Туора.

## География
Основные укрепления и столица Хитлума — королевская цитадель Эйтель-Сирион и ряд других крепостей в горах Эред Ветрин.

### Дор-ломин
Дор-ломин (англ. Dor-lómin, в переводе с синдарина — «страна эха») был юго-западной частью Хитлума, с востока ограниченной горами Митрим, а с севера — рекой, которая формировала Радужную Расселину, известную как Аннон-ин-Гелид (англ. Annon-in-Gelydh), «Ворота нолдор».
Дор-ломин был впервые колонизирован нолдор вскоре после их прибытия в Средиземье, и в течение долгого времени им управлял Фингон, сын Финголфина (до тех пор, пока не принял титул Верховного короля нолдор после гибели своего отца).
К этому времени в Белерианд пришли эдайн, ставшие известными под именем Дома Хадора, и Фингон даровал им земли Дор-ломина как вассальное владение.
Хурин, сын Галдора, последний владыка Дор-ломина из эдайн, жил в его юго-западном конце, возле горы, известной под названием Амон Дартир, где начиналась река Нан Лалайт. После Нирнаэт Арноэдиад и пленения Хурина Морготом, когда Дом Хадора был либо уничтожен, либо рассеян, в Дор-ломине поселились истерлинги, а Туор — осиротевший племянник Хурина — был воспитан эльфами Андрота в близлежащих горах Митрим.
Как и прочие части Хитлума, Дор-ломин был разрушен в ходе Войны Гнева.

### Митрим
Митрим (англ. Mithrim) представлял собой юго-восточную часть Хитлума, гранича на западе с Дор-Ломином, от которого он отделялся горами Митрим. Климат Митрима был таким же, как и в остальном Хитлуме, воздух был прохладным, а зимы — холодными, но в целом этот регион был очень красивым.
В Митриме находилось огромное озеро Митрим — первый водоём на севере Белерианда, на берегах которого поселились нолдор: сыновья Феанора на северном берегу озера, а народ Финголфина — на южном.
Нолдор жили там некоторое время, до тех пор, пока не угасла их распря и они не переселились в другие земли. В Митриме также жили эльфы-синдар, которые вскоре смешались с нолдор (после того, как последние выучились говорить на синдарине).
Позже, в течение Первой Эпохи, Митримом управлял Финголфин, поскольку он представлял собой наиболее населённую часть Хитлума.

## История

### Дагор Браголлах
После Дагор Браголлах и гибели Финголфина в поединке с Морготом, Верховным королём нолдор Средиземья и правителем всего Хитлума стал Фингон.

### Нирнаэт Арноэдиад и истерлингская оккупация
Вскоре после гибели Фингона и большей части его войска, Хитлум и Дор-ломин были захвачены Морготом и отданы во владение истерлингам.

### Война Гнева и затопление Белерианда
Хитлум затонул вместе с Белериандом.